# Lista de deputados estaduais de Mato Grosso do Sul da 2.ª legislatura
Esta é a lista de deputados estaduais de Mato Grosso do Sul eleitos para a 2.ª legislatura. São relacionados os parlamentares que assumiram o cargo em 1.º de fevereiro de 1983, o partido pelo qual foram eleitos e a quantidade de votos que receberam naquela eleição. O mandato expirou em 31 de janeiro de 1987.
Também há a lista dos suplentes que assumiram durante a legislatura.

## Mesa diretora

### Primeira mesa
Na primeira metade do mandato da mesa diretora, Walter Carneiro foi eleito presidente.
|  | Cargo               | Nome                   | Partido |
|  | ------------------- | ---------------------- | ------- |
|  | Presidente          | Walter Carneiro        | PDS     |
|  | 1.° Vice-presidente | Manfredo Corrêa        | PDS     |
|  | 2.° Vice-presidente | Armando Anache         | PDS     |
|  | 3.° Vice-presidente | Daladier Agi           | PDS     |
|  | 1.° Secretário      | Ary Rigo               | PDS     |
|  | 2.° Secretário      | Londres Machado        | PDS     |
|  | 3.° Secretário      | Arthur Jorge do Amaral | PDS     |

### Segunda mesa
Na segunda metade do mandato da mesa diretora, Gandi Jamil foi eleito presidente.
|  | Cargo               | Nome                   | Partido |
|  | ------------------- | ---------------------- | ------- |
|  | Presidente          | Gandi Jamil            | PDS     |
|  | 1.° Vice-presidente | Armando Anache         | PDS     |
|  | 2.° Vice-presidente | Daladier Agi           | PDS     |
|  | 3.° Vice-presidente | Arthur Jorge do Amaral | PDS     |
|  | 1.° Secretário      | Londres Machado        | PDS     |
|  | 2.° Secretário      | Cecílio Gaeta          | PDS     |
|  | 3.° Secretário      | Waldir Cardoso         | PDS     |

## Lista de parlamentares
|  | Nome                      | Partido | Votos nominais | Referências |
|  | ------------------------- | ------- | -------------- | ----------- |
|  | Aires Marques             | PMDB    | 15.387         | [ 2 ]       |
|  | Akira Otsubo              | PMDB    | 16.689         | [ 3 ]       |
|  | Anis Faker                | PMDB    | 13.877         | [ 2 ]       |
|  | Armando Anache            | PDS     | 7.032          | [ 2 ]       |
|  | Arthur Jorge do Amaral    | PDS     | 6.495          | [ 2 ]       |
|  | Ary Rigo                  | PDS     | 7.537          | [ 2 ]       |
|  | Benedito Leal de Oliveira | PMDB    | 12.082         | [ 2 ]       |
|  | Cecílio Gaeta             | PMDB    | 8.562          | [ 2 ]       |
|  | Daladier Agi              | PDS     | 10.527         | [ 2 ]       |
|  | Djalma Barros             | PDS     | 6.885          | [ 2 ]       |
|  | Gandi Jamil               | PDS     | 38.120         | [ 4 ]       |
|  | Ivo Cersósimo             | PMDB    | 14.115         | [ 2 ]       |
|  | João Leite Schimidt       | PMDB    | 15.548         | [ 5 ]       |
|  | Jonatan Barbosa           | PMDB    | 31.605         | [ 2 ]       |
|  | Londres Machado           | PDS     | 19.372         | [ 6 ]       |
|  | Manfredo Corrêa           | PDS     | 8.722          | [ 2 ]       |
|  | Nelson Buainain           | PMDB    | 9.364          | [ 7 ]       |
|  | Nelson Trad               | PDS     | 10.511         | [ 8 ]       |
|  | Onevan de Matos           | PMDB    | 26.300         | [ 2 ]       |
|  | Roberto Orro              | PMDB    | 20.945         | [ 2 ]       |
|  | Valdir Cardoso            | PDS     | 9.825          | [ 2 ]       |
|  | Valter Pereira            | PMDB    | 16.483         | [ 2 ]       |
|  | Walter Carneiro           | PDS     | 12.195         | [ 2 ]       |
|  | Zenóbio dos Santos        | PDS     | 13.693         | [ 9 ]       |

## Lista de suplentes que assumiram durante a legislatura
| Nome                   | Partido | Referências |
| ---------------------- | ------- | ----------- |
| Laucídio Pereira Cunha | PMDB    | [ 1 ]       |
| Massal Futigami        | PMDB    | [ 1 ]       |